# Cruiser Mk IV
O Cruiser Mk IV é uma derivação do Cruiser Mk III, que foi deposto do serviço por ter a blindagem fraca, o Mk IV ao contrário tinha uma blindagem extra. O Mk IV participou da batalha da França em 1940 na 1ª Divisão de Blindados, na campanha da Líbia de 1940 a 1941 pela 7ª Divisão de Blindados.